# ロジ・カーン
ロジ・カーン（生年不明 - 2008年9月17日）は、アフガニスタンの政治家である。ムジャーヒディーンであり、後にウルーズガーン州の警察長官やチョーラ郡の郡長を務め、チョーラの戦いではオランダ軍と共に戦った。

## 概要
ロジ・カーンはパシュトゥーン人であり、ウルーズガーン州のバーラクザイ族の指導者である。
1980年代のアフガニスタン紛争ではムジャーヒディーンの指揮官の1人としてソビエト連邦と戦った。2001年10月にハーミド・カルザイ大統領からウルーズガーン州の警察長官に任命されて、2006年まで在職した。また200x年代中盤から2008年までチョーラ郡の郡長を務めた。
カーンは政治的にも軍事的にも頻繁に旗色を変えたので、忠誠心のありかを疑われていた。しかしチョーラの戦いでオランダ軍を助けた後、オランダからは英雄的人物と看做されるようになった。
しかし2008年9月17日、カーンはオーストラリア軍の特殊部隊（SAS）によって殺害（同士討ち）された。その日の夜、カーンは友人の家が武装した男達に取り囲まれているという電話連絡を受けた。カーンはターリバーンが友人を殺しに来たと思って、2人の武装兵と共に銃を持って暗闇の中を友人の家に向かった。そこには確かに武器を持った集団が居たが、それはアフガニスタン警察とオーストラリア軍の特殊部隊のパトロール部隊だった。オーストラリア軍はカーン達が銃を向けたため、カーン達をターリバーンだと思って射殺した。